# Fundada
Fundada es una freguesia portuguesa del concelho de Vila de Rei, con 36,29 km² de superficie y  habitantes (2001). Su densidad de población es de 18,6 hab/km².